# GP Ouest France-Plouay 1994
De GP Ouest France-Plouay is een Franse eendagswedstrijd. De 60ste editie van de wedstrijd in 1994 werd verreden op 23 augustus en werd gewonnen door Andrei Tchmil.

## Uitslag
| Plaats | Naam                | Ploeg                 | Tijd       |
| ------ | ------------------- | --------------------- | ---------- |
| 1      | Andrei Tchmil       | Team Telekom          | 4h 55' 02" |
| 2      | Richard Virenque    | Festina - Lotus       | + 55"      |
| 3      | Jens Heppner        | Team Telekom          | + 55"      |
| 4      | Bruno Cornillet     | Novemail - Histor     | + 55"      |
| 5      | Pascal Hervé        | Festina - Lotus       | + 1' 05"   |
| 6      | Ronan Pensec        | Novemail - Histor     | + 1' 28"   |
| 7      | Laurent Brochard    | Castorama - MaxiSport | + 1' 28"   |
| 8      | Cédric Vasseur      | Novemail - Histor     | + 1' 28"   |
| 9      | Francisque Teyssier | Festina - Lotus       | + 4' 04"   |
| 10     | Didier Rous         | GAN                   | + 4' 14"   |